# Fox Movies
 (décembre 2023).
 (décembre 2017).
Fox Movies est une chaîne de films asiatique appartenant à Fox Networks Group, filiale de 21st Century Fox.

## Identité visuelle (logo)

Logo de Fox Movies Premium de 2012 à 2017
Logo de Fox Movies depuis 2017